# NGC 779
NGC 779 este o emission-line galaxy⁠(d) situată în constelația Balena. A fost descoperită în 10 septembrie 1785 de către William Herschel. Se află la o distanță de 20,14 de megaparseci de Pământ.